# 디지털 생태계
디지털 생태계는 디지털 네트워크가 만들어 내는 다양한 플랫폼을 통하여 개인, 기업, 정부, 시민사회 등이 접점을 공유하여 초연결 환경을 이룬, 일종의 유사 생태계이다. 여기서 말하는 플랫폼은 사람들이 자발적으로 모이는 곳을 의미하고 이에 기반한 플랫폼 사업 모델은 지속 가능성을 갖기 때문에 생태계라는 용어를 사용한다. 디지털 생태계의 핵심 요소는 빅 데이터, 호혜성 등이다. 대표적인 플랫폼 기업으로 구글, 우버 등이 있다. '자기 이익 극대화'라는 합리성보다 '이익 공유'라는 호혜성에 의거하여 인간을 연결시킨다.

## 같이 보기
- 디지털 경제
- 생태학
- 생태계
- 디지털 배급
- 사회 체계